# Oury (département)
Pour les articles homonymes, voir Oury.
Pour le village chef-lieu, voir Oury (Burkina Faso).
Oury est un département et une commune rurale de la province des Balé, situé dans la région de la Boucle du Mouhoun au Burkina Faso.

## Démographie
- 24 914 habitants estimés en 2003[3].
- 26 808 habitants recensés en 2006[4].
- 35 946 habitants recensés en 2019[2].

## Villages
Le département et la commune rurale d'Oury est administrativement composé de dix-neuf villages, dont le village chef-lieu homonyme (données de population consolidées issues du recensement général de 2006) :
- Bandiara (442 habitants)
- Da (1 825 habitants)
- Dablara (452 habitants)
- Habé (637 habitants)
- Koena (1 013 habitants)
- Koupélo (653 habitants)
- Lasso (1 068 habitants)
- Momina (437 habitants)
- Mou (1 308 habitants)
- Oullo (2 118 habitants)
- Oury (3 908 habitants), chef-lieu
- Sani (1 434 habitants)
- Sanfo (557 habitants)
- Séréna (2 245 habitants)
- Seyou (1 147 habitants)
- Siou (2 531 habitants)
- Soubouy (1 495 habitants)
- Taplara (372 habitants)
- Zinakongo	(1 272 habitants)